# Мар-а-Лаго
Мар-а-Лаго ([ˌmɑrəˈlɑːɡoʊ]) — курортна вілла та національна історична пам'ятка у середземноморському стилі, що розташована на бар'єрному острові у Палм-Біч, Флорида за адресою 1100 S Ocean Blvd, Palm Beach, FL 33480, USA. Другий за величиною особняк у штаті Флорида та 21-й за величиною у Сполучених Штатах; він має 126 кімнат площею 5810 м².
У 1985 році маєток за $10 млн. придбав магнат нерухомості Дональд Трамп, у 1993 році він перетворив віллу на приватний курортний клуб з обмеженим правом помешкання для членів клубу. У 2018 році Forbes оцінив маєток у $160 млн.. 
Мар-а-Лаго було зведено з 1924 по 1927 роки спадкоємицею зернової компанії світською дамою Марджорі Меррівезер-Пост. На момент її смерті у 1973 році Пост заповіла своє майно Службі національного парку, сподіваючись, що його можна буде використовувати для державних візитів або як Зимовий Білий Дім, але оскільки витрати на утримання майна перевищували кошти, виділені Пост, та було важко забезпечити споруду, оскільки вона розташована на льотному шляху аеропорту Палм-Біч, то маєток було повернуто Актом Конгресу у 1981 році Фонду Пост.
Після придбання маєтку у 1985 році Дональдом Трампом, на віллі був проведений ряд реконструкцій. Родина Трампа виділила собі окремі приватні покої в закритій частині будинку та земельної ділянки. У 1993 році, у зв'язку з фінансовими труднощами та високою вартістю утримання маєтку, Трамп поміняв його статус з приватного помешкання на прибутковий приватний клуб з обмеженими правами перебування, уклавши з містом Палм-Біч відповідну умову-договір  . Однак під час свого президентства у 2017 - 2021 рр. Трамп неодноразово порушував ці умови. Він часто відвідував палац на посту президента США, подовгу жив там із сім'єю, називав Мар-а-Лаго «Зимовий Білий Дім» або «Південний Білий Дім». Мар-а-Лаго використовувався для проведення зустрічей президента Трампа та міжнародних лідерів, включаючи прем'єр-міністра Японії Сіндзо Абе та Генерального секретаря КП Китаю Сі Цзіньпіна.
Після закінчення президентського строку у січні 2021, Трамп зіткнувся із серйозною критикою та судовими позовами з боку сусідів з приводу порушення Трампом угоди про користування маєтком, незаконною перебудовою історичного пам'ятника та порушення порядку у місті.

## Назва
Компанія ідентифікує назву Мар-а-Лаго як іспанську для «море-до-озера» посилаючись на те, що курорт займає всю ширину острову Палм-Біч, від Атлантичного океану до, що тепер називається Флоридським внутрішньобережним водним шляхом, але раніше було відоме як озеро Ворт.

## Історія

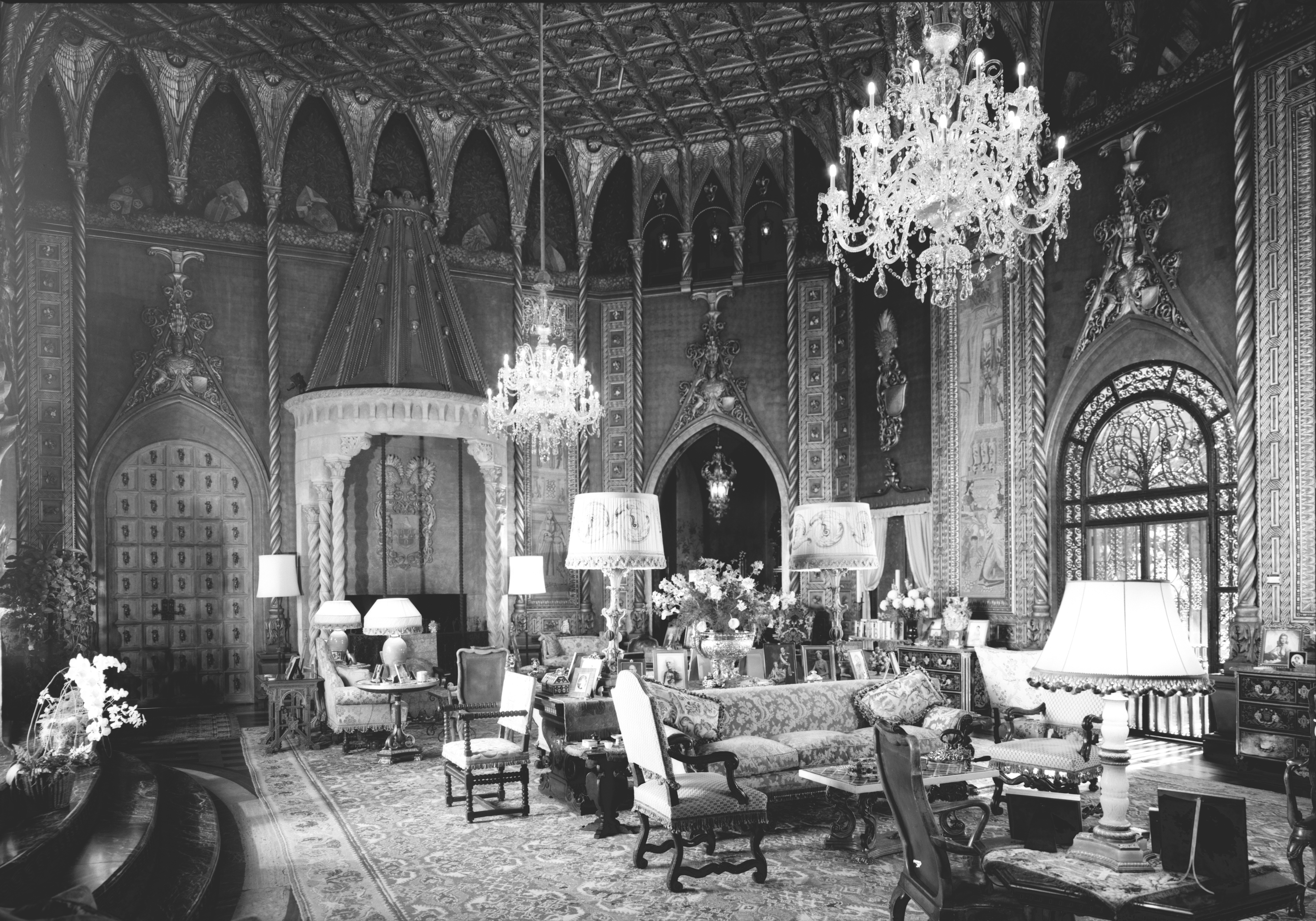
Вітальня Мар-а-Лаго, 1967 рік

Марджорі Меррівезер Пост, спадкоємиця бізнесу «Post Cereals», разом із своїм чоловіком Едвардом Хаттоном замовили віллу. Архітектор Маріон Сімс Вайєт спроектувала будову у середземноморському стилі, а театральний художник і дизайнер Джозеф Урбан — розробив дизайн інтер'єру та зовнішніх прикрас у стилі арт нуво («віденська сецесія» або «модерн»). Пост витратила 7 мільйонів доларів (дорівнює 107 мільйонам доларів по курсу 2019 р.), й будівля була закінчена у 1927 році. У будинку 58 спалень, 33 ванні кімнати, 8,8-метровий обідній стіл з верхом з мармурової флорентійської мозаїки, 12 камінів і три бомбосховища. У 1980 році Мар-а-Лаго було оголошений національною історичною пам'яткою.
Пост померла у 1973 році й заповіла маєток у 6,9 гектарів уряду США як Зимовий Білий дім для президентів та прийомів іноземних чиновників. Річард Ніксон віддав перевагу Флоридському Білому дому в Кі-Біскейн, а Джиммі Картер взагалі не був зацікавлений. Невдовзі федеральний уряд збагнув величезні витрати на утримання та труднощі з підтримкою безпеки для дипломатів та повернув палац Фонду Пост у 1981 році. Його було виставлено на продаж за 20 мільйонів доларів. Дайна Меррілл та дві інші дочки Пост тим часом не підтримували маєток, розраховуючи на його швидкий продаж. Зацікавлених покупців було так мало, що місто Палм-Біч схвалило його знесення, щоб побудувати менші будинки.

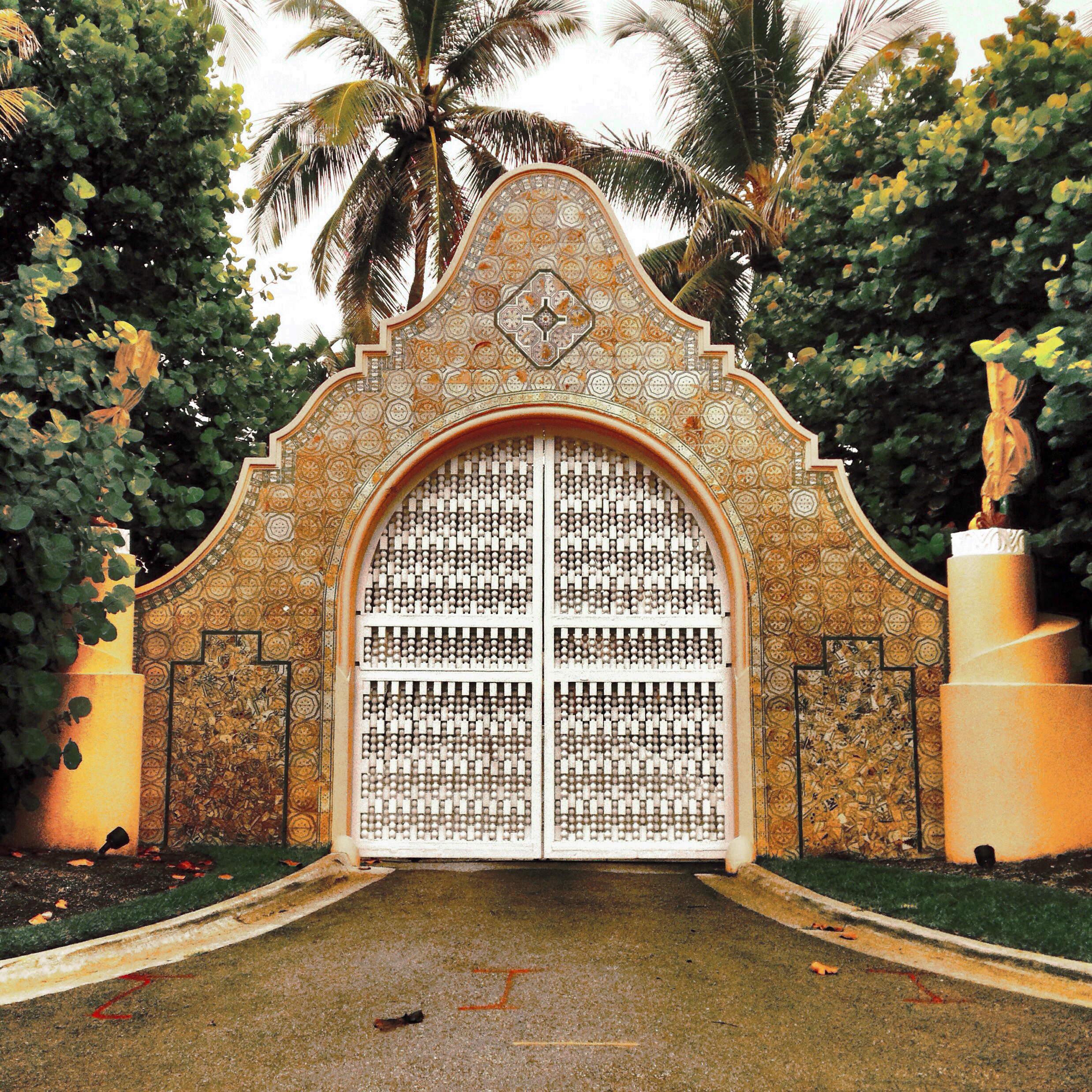
Вхідні ворота у 2014 році

Дональд Трамп дізнався про маєток після того, як безуспішно намагався придбати та об'єднати дві квартири у Палм-Біч для своєї родини. За словами Трампа, він запропонував родині Пост 15 мільйонів доларів за нього, але вони відхилили його пропозицію. Трамп придбав землю між Мар-а-Лаго та океаном у Джека К. Массі, колишнього власника KFC, за 2 мільйони доларів США й заявив, що має намір побудувати будинок, який перекриє вид на пляж Мар-а-Лаго. Така загроза викликала зниження вартості маєтку, й Трамп у кінцевому підсумку придбав нерухомість за 7 мільйонів доларів у 1985. Трамп відремонтував палац й додав бальну залу у 1900 м² Клуб також має 5 глиняних тенісних кортів та басейн на набережній.
На початку 1990-х Трамп зіткнувся з фінансовими труднощами. Під час переговорів зі своїми банкірами він пообіцяв розділити Мар-а-Лаго на менші об'єкти, міська рада Палм-Біч не дозволила йому втілити цей план, як такі, що протирічать законам про національні історичні пам'ятники. Натомість Трамп перетворив маєток у приватний клуб,  на відміну від інших старих курортів у Палм-Біч, таких як Бат й Тенісний клуб й Еверглейдс Клуб.
У новому клубі відбулися концерти Селін Діон та Біллі Джоела, в якості гостей були учасники конкурсу краси, а Майкл Джексон та Ліза Марі Преслі провели медовий місяць у Мар-а-Лаго. Мар-а-Лаго часто приймав Міжнародний бал Червоного Хреста, щорічний бал «Біла краватка, хвости та тіара». Заснований Пост, він має історію залучення заможних представників світу та послів інших країн для підтримки місії Американського Червоного Хреста.
У травні 2019 року повідомлялося, що дохід у Мар-а-Лаго знизився, тоді як готель у місті Вашингтон, округ Колумбія, що відкрився за місяці до виборів 2016 року, незначно збільшив дохід у 2017 році.

## Клуб Мар-а-Лаго

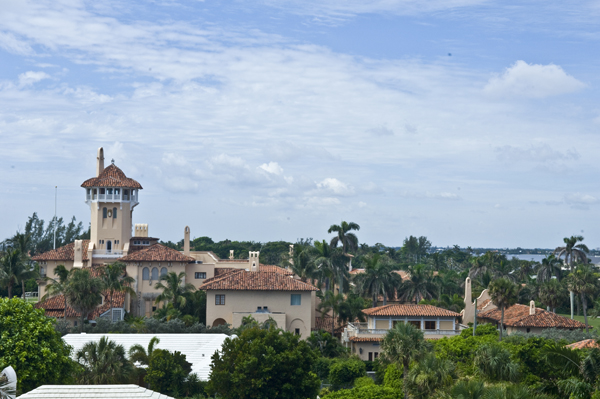
Мар-а-Лаго у 2009 році

Основним бізнесом, що розташований у маєтку, є клуб Мар-а-Лаго, що працює як курорт й готель для членів, що платять збори, й надає в оренду місця для зустрічей у маєтку для приватних заходів. Членство в клубі Мар-а-Лаго вимагало плати вступний внесок у розмірі 200 тисяч доларів до 2012 року, коли він був знижений до 100 тисяч доларів. Джерела, наближені до курорту, зазначили, що скорочення відбулося у відповідь на зменшення попиту після скандалу Берні Медоффа, що торкнувся багатьох заможних мешканців Палм-Біч. Плата була повернута до 200 тисяч доларів у січні 2017 року після обрання Дональда Трампа президентом з 14 тисячами доларів США щорічних внесків. За ніч гості платять до 2000 доларів. Відповідно до форм фінансових розголошень, поданих Дональдом Трампом, клуб Мар-а-Лаго реалізував 29,7 млн доларів валового доходу за період з червня 2015 по травень 2016 року.
Клуб налічує майже 500 членів, що платять (з обмеженням у 500) й приймає 20-40 нових членів на рік. Серед членів клубу нафтовий директор Білл Кох, фінансист Томас Пітерффі, лідер Демократичної партії Нью-Джерсі Джордж Норкросс, лобіст Кеннет Дуберштайн, розробники нерухомості Брюс Е. Толл та Річард Лефрак, керівник ЗМІ Крістофер Рідді, ведучий ток-шоу Хавї Карр, дружина ведучого ток-шоу Майкла Савіджа та тренер НФЛ Білл Белічік.
Клуб проводить щорічну новорічну вечірку, описану в Daily Mail журналістом та автором Рональдом Кесслером, який знав Дональда Трампа протягом двох десятиріч: «Новорічна вечірка відбулася у тому бальному залі [описано в книзі Кесслера „Сезон: Всередині Палм-Біч й найбагатше суспільство Америки“] з майже 700 гостей, які заплатили 1000 доларів за пару. Першими винесли закуски та шампанське на терасу з видом на басейн, що завжди нагріто до 25,6 градусів, так само як й другий басейн, що прямо на березі океану. Серед пропозицій були коктейльні креветки, клішні з кам'яних крабів, холодні омари, устриці на половинці раковини, суші та ікра покладена на блинах. Після цього гості перейшли до бальної кімнати на вечерю та танці. Вечеря включала трюфелі й рикотта равіолі, філе міньйона ій морські гребінці. Ігристе було з власного виноградника Трампа у Шарлотсвіллі у штаті Вірджинія.» Друга стаття Кесслера в Дейлі мейл у лютому 2016 року передбачали, що Трамп буде діяти президентом так, як він керує Мар-а-Лаго.
У «Дорожній карті до Вашингтона Трампа» Кесслер описав метод «моркви на паличці», яким Трамп скористався, щоб його маєток Мар-а-Лаго був затверджений як клуб членами міської ради Палм-Біч й передбачив, що він буде діяти як президент так само, щоб завоювати підтримку його порядку денного. У «Анатомії рішення Трампа» Кесслер зобразив, як Трамп приймає рішення, зосередившись на своєму рішенні перетворити свій маєток Мар-а-Лаго у Палм-Біч на приватний клуб.
Станом на лютий 2017 року президент Трамп розглядав як мінімум трьох членів клубу на посади заморських послів ЗДА.
На знак протесту проти зауважень Трампа щодо серпня 2017 року «Об'єднайте правильний мітинг» у Шарлоттсвілі, у штаті Вірджинія, 6 некомерційних організацій скасували заплановані урочисті заходи у клубі Мар-а-Лаго. До скасування благодійних організацій входили Американський Червоний Хрест та Американське товариство протидії раку.
Клуб часто штрафують за порушення кодексу здоров'я. У січні 2017 року інспектори штату Флорида відмітили 15 порушень, що включали небезпечні морепродукти, недостатньо охолоджене м'ясо, іржаві стелажі та кухарі без сітки для волосся. З 2013 року його спіткало 51 штрафи за порушенням кодексу здоров'я.
30 березня 2019 року громадянина Китаю Юцзіна Чжана було заарештовано та звинувачено у незаконному вході до приміщення та наданні неправдивих свідчень федеральним правоохоронцям.

## Президентство Трампа
Президент Трамп назвав Мар-а-Лаго своїм «Зимовим Білим домом» а також — «Південним Білим домом».. Він має чутливий складений інформаційний об'єкт (SCIF) для зв'язку з ситуаційною кімнатою Білого дому та Пентагоном.

### Помітні візити президента

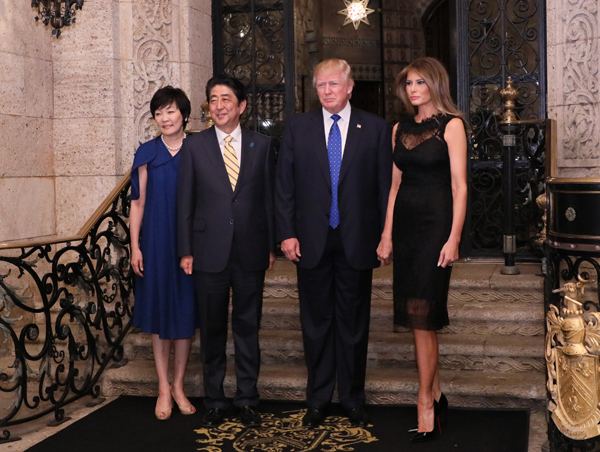
Трампи приймають Сіндзо Абе та його дружину у Мар-а-Лаго

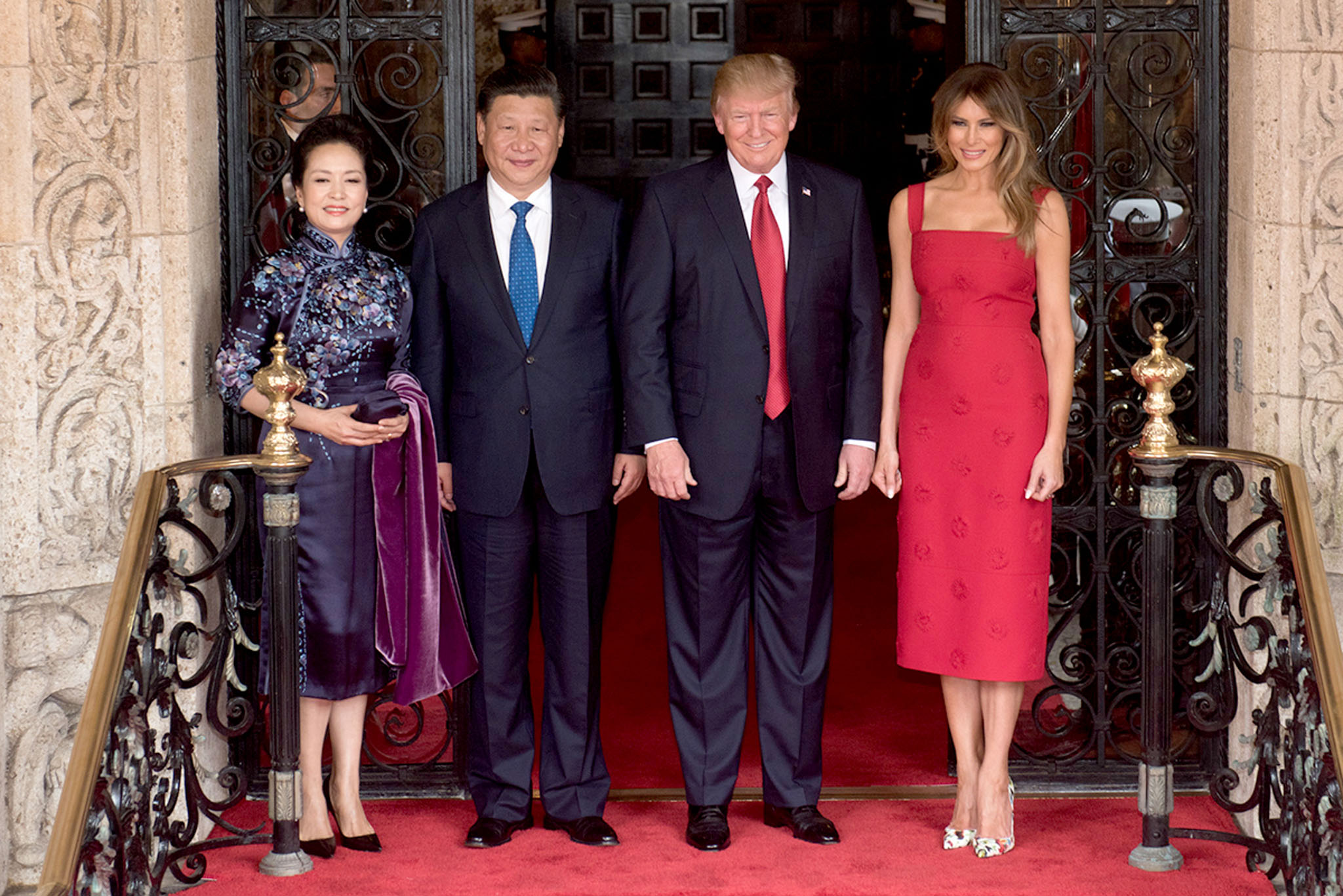
Трампи приймають Сі Цзіньпіна та його дружину у Мар-а-Лаго

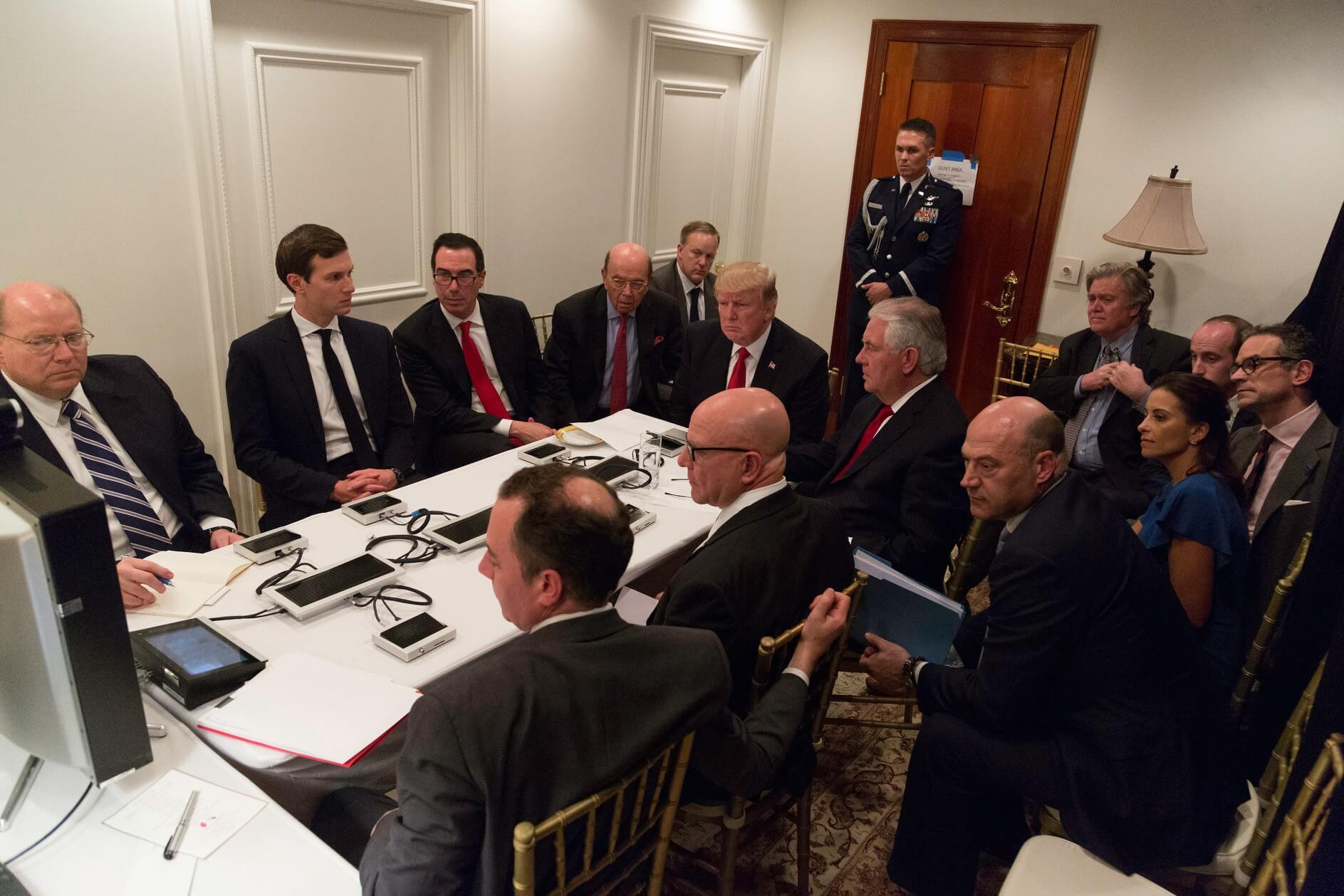
Президент Трамп (на чолі столу) та різні члени кабінету, радники та співробітники, що здійснюють моніторинг ракетного удару по Сирії з SCIF у межах Мар-а-Лаго

Перший візит Трампа до Мар-а-Лаго на посаді президента США відбувся у вихідні 3–6 лютого 2017 року. У суботу він влаштував Діамантовий бал Червоного Хреста в клубі Мар-а-Лаго а у неділю він спостерігав за Супер Чаша LI в Міжнародному гольф-клубі Трампа (Вест-Палм-Біч). Орієнтовна вартість (понад 3 мільйони доларів США) вихідних викликала деяку пильну перевірку, оскільки Трамп перед тим, як був обраний, регулярно критикував президента Барака Обаму за те, що він нібито дорого сплачував відпустки, фінансувані платниками податків.
У вихідні 10–12 лютого 2017 року президент Трамп та його дружина Меланія приймали прем'єр-міністра Японії Сіндзо Абе та його дружину. Це було перше використання Мар-а-Лаго для розваги міжнародного лідера, завдання, яке традиційно проводиться у Білому домі. Президент Трамп також був у відпустці через одну зі своїх перших міжнародних безпекових криз, як то запуску ракет Північною Кореєю. Трамп й Абе провели повний огляд інших їдалень.
Під час третього поспіль візиту на вихідні до Мар-а-Лаго 17–20 лютого Трамп провів передвиборну акцію у міжнародному аеропорту Орландо Мелборна. Він також провів інтерв'ю для заміни радника з національної безпеки й назвав 20 лютого 2017 року генерального директора Макмастера наступником Фліна.
Після четвертого візиту президента Трампа 3–5 березня було порушено питання щодо доступу членів клубу до нього та його оточення. Ряд сенаторів-демократів попросили президента надати журнали відвідувачів Мар-а-Лаго, а також список членів приватного клубу. Згодом було введено «Акт Мар-а-Лаго», — законодавство, що вимагає публікації журналів відвідувачів у Білому домі та інших місцях, де президент веде справи. Позов, поданий аналітиком з Архіву національної безпеки Кейтом Дойлом спільно з Лицарським інститутом першої поправки у Колумбійському університеті та CREW запросив опублікувати журнали відвідувачів з Мар-а-Лаго. У липні 2017 року суддя наказав надати ці журнали у вересні.
П'ятий візит президента Трампа відбувся 17–18 березня 2017. Гостями були батьки Меланії, Віктор та Амалія Кнавс.
Під час свого наступного візиту 6–9 квітня президент Трамп приймав китайського лідера Сі Цзіньпіна перші два дні. У Мар-а-Лаго було прийнято рішення завдати удару по сирійському аеродрому. Наступні пасхальні вихідні також проведено у колі сім'ї у Мар-а-Лаго.
4 квітня 2017 року, перед візитом Генерального секретаря КПК Сі Цзіньпіна, вебсайт ShareAmerica, яким керує Бюро міжнародних інформаційних програм Державного департаменту США, опублікував допис у блозі, в якому описував історію Мар-а-Лаго. 5 квітня 2017 року вебсайт Посольства США у Сполученому Королівстві поділився фрагментами оригінальної публікації у своєму блозі, а сторінка Посольства США у Албанії на Facebook поділилася оригінальною публікацією. 24 квітня 2017 року сенатор демократів Рон Вайден, лідер меншості у Конгресі Ненсі Пелосі та спостерігачі з питань етики, як колишній посол Норман Айзен, поставили під сумнів використання офіційних урядових ресурсів для просування приватної власності, що належить Трампу. До 25 квітня 2017 року ShareAmerica та обидві посольства США у Великій Британії та Албанії видалили відповідні пости. ShareAmerica замінив свій пост наступною заявою: «Наміром статті було повідомити громадськість про те, де президент приймав світових лідерів. Ми шкодуємо про помилкове сприйняття й видалили цей пост».
Через сезонне закриття Мар-а-Лаго до 14 травня напередодні сезону ураганів в Атлантичному океані президент Трамп використовує Національний гольф-клуб Трампа у Бедмінстері, штат Нью-Джерсі, як своє бажане місце для відпочинку у літні місяці (називаючи його своїм «Літнім Білим домом»).
У листопаді 2017 року Трамп повернувся до Мар-а-Лаго на своє перше президентське святкування дня Подяки, а через місяць він повернувся у свій десятий президентський візит під час різдвяних канікул.
Протягом 2018 року президент відвідував Мар-а-Лаго вісім разів до сезонного закриття у травні. За цей час 17-18 квітня тут відбулася зустріч на вищому рівні з японським прем'єр-міністром Сінцо Абе. У другій частині року він відзначав тут День Подяки, та не приїхав на Різдво.

### Охоронна зона
Коли президент перебуває у резиденції, регіон Палм-Біч стає зоною тимчасових обмежень польоту що сильно впливає на польоти та повітряні операції у радіусі 30 морських миль (55,56   км). Берегова охорона та секретна служба забезпечують два підходи до водних шляхів: океан та озеро, а Сікрет сервіс перегороджує вулиці до Мар-а-Лаго під час візитів президента. Берегова охорона також надає елітну команду з морської безпеки, що спеціалізується на морській безпеці. На третій вихідний лютого 2017 року близький аеропорт парку округу Палм-Біч (аеропорт Лантана), три вихідні поспіль був закритий, й накопичив значні фінансові втрати для багатьох підприємств.

## Судові справи

### Позов про незаконний прапор
3 жовтня 2006 року Трамп підняв на 6 х 9 метри американський прапор на 24-метровий флагшток у Мар-а-Лаго. Чиновники з зонування міста попросили Трампа дотримуватися кодів зонування міста, що обмежують флагштоки на висоту у 13 метрів. Ця суперечка призвела до того, що міська рада Палм-Біч стягувала з Трампа 1250 доларів за кожен день стояння прапора. Трамп подав позов проти міста Палм-Біч. Врешті-решт Трамп відмовився від судового позову про прапор на обмін, що місто відмовиться від штрафів. У рамках посередництва, призначеного судом, Трампу було дозволено подати дозвіл й утримувати жердину, що мала бути на 3 метри нижча за початковий флагшток й розташована у 3 метрах у стороні на його газоні. Угода також вимагала від нього пожертвувати 100 тисяч доларів на ветеранські благодійні організації, а також призвела до зміни міських правил, щодо можливості мати членство у клубі не мешканцям Пал-Біча.

### Боротьба проти дискримінації
У грудні 1997 року Трамп подав позов проти Таун Палм-Біча до окружного суду Сполучених Штатів для Південного округу Флориди. У своєму позові Трамп звинуватив місто у дискримінації Мар-а-Лаго за те, що клуб приймав у члени чорношкірих та євреїв, що зазвичай не вітаються в інших клубах Палм-Біча.
За даними Vanity Fair, «Трамп та його адвокат уже припускали, що він та його клуб зазнали дискримінації, оскільки багато його членів були євреями, й, що ще гірше, члени ради Палм-Біча, що поставили йому умови, не встановили цих обмежень у своїх власних клубах».

### Авіаційні судові спори
Трамп неодноразово подавав позови проти округу Палм-Біч за літаки, що сідають або злітають з Палм-Біцького міжнародного аеропорту (PBI), які нібито впливають на Мар-а-Лаго.
Трамп вперше подав такий позов у 1995 році; але ця акція була врегульована у 1996 році, коли повіт Палм-Біч погодився співпрацювати з Федеральною авіаційною адміністрацією (FAA) та змінити схеми польотів, щоб найбільш шумний реактивний літак летів над ширшою територією. Як частина судового залагодження Трампу орендував 86 гектарів у повіту Палм-Біч, на якому побудував 18-лунковий міжнародний гольф-клуб Трампа. У липні 2010 року Трамп подав черговий позов з метою зупинити аеропорт від будівництва другої комерційної злітно-посадкової смуги. Цей позов було відхилено.
Трамп подав 3-й позов проти повіту Палм-Біч у січні 2015 року, вимагаючи відшкодування 100 мільйонів доларів США за «створення необґрунтованої кількості шуму, викидів та забруднюючих речовин у Мар-а-Лаго». Трамп стверджує, що чиновники чинили тиск на FAA, щоб направити авіаперевезення до PBI через Мар-а-Лаго у «навмисному й злобному» акті.
У листопаді 2015 року суддя Флоридського окружного суду виніс рішення проти більшості аргументів Трампа, відхиливши чотири з шести позовних вимог й дозволивши іншим продовжувати справу. Трамп відмовився від позову після перемоги на посаді президента, оскільки маєток, буде у забороненій зоні, накладеній FAA. У січні 2017 року Палм-Біч звільнила Мар-а-Лаго від заборони на посадку вертольотів на житлові об'єкти, поки Трамп є президентом, включаючи власний флот й Марін Ван.

## Страхова виплата за ураган
Трамп отримав страхову виплату у розмірі 17 мільйонів доларів за ураганну шкоду Мар-а-Лаго після сезону ураганів в Атлантичному океані 2005 року, за шкоду «ландшафтному дизайну, покрівельному покриттю, стінам, живопису, протіканням, творам мистецтва — знаєте, великим гобеленам, плитці, іспанській плитці, пляжу, ерозія», — описав він. Ентоні Сінекал, колишній дворецький президента Трампа на курорті, й згодом його «внутрішній історик», заявив, що деякі дерева за курортом були сплющені, а деякі черепиці були втрачені, але «Цей будинок ніколи не був серйозно пошкоджений. Я був там за всіх [ураганів].»